# Okres Jihlava

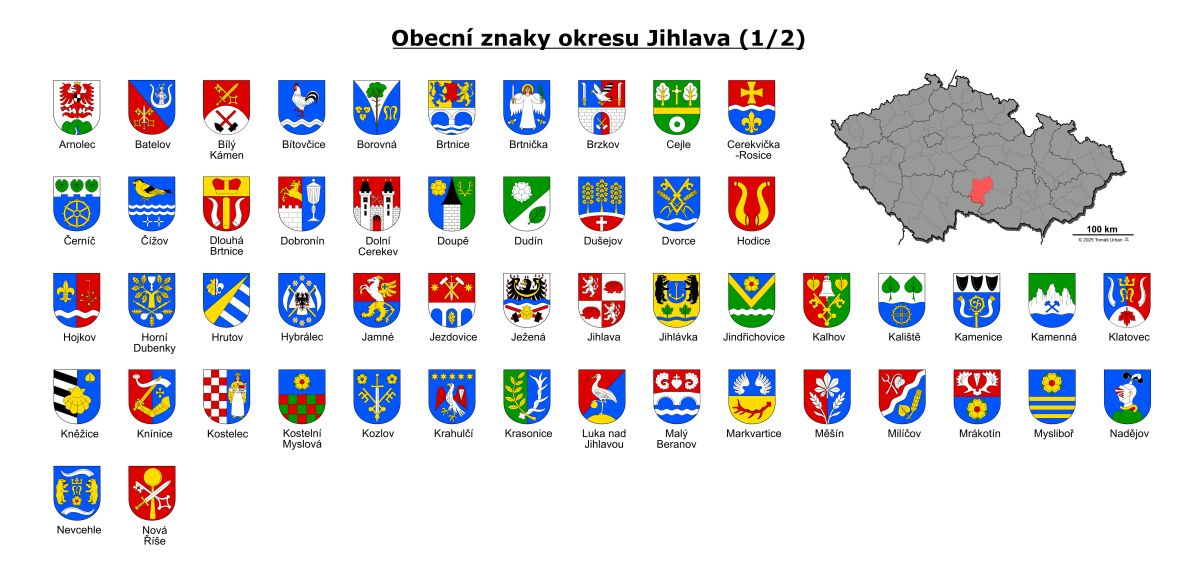
Přehled znaků okresu Jihlava I

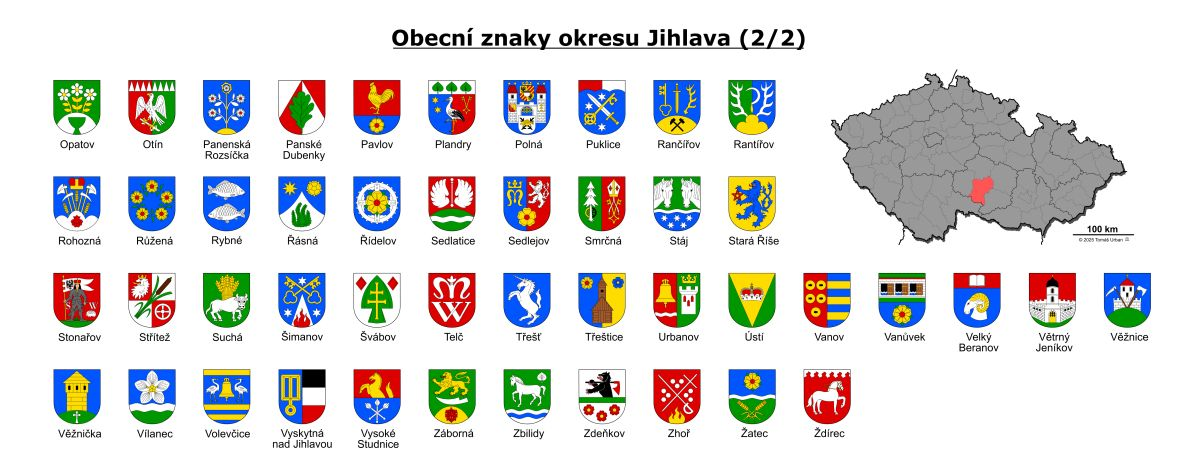
Přehled znaků okresu Jihlava II

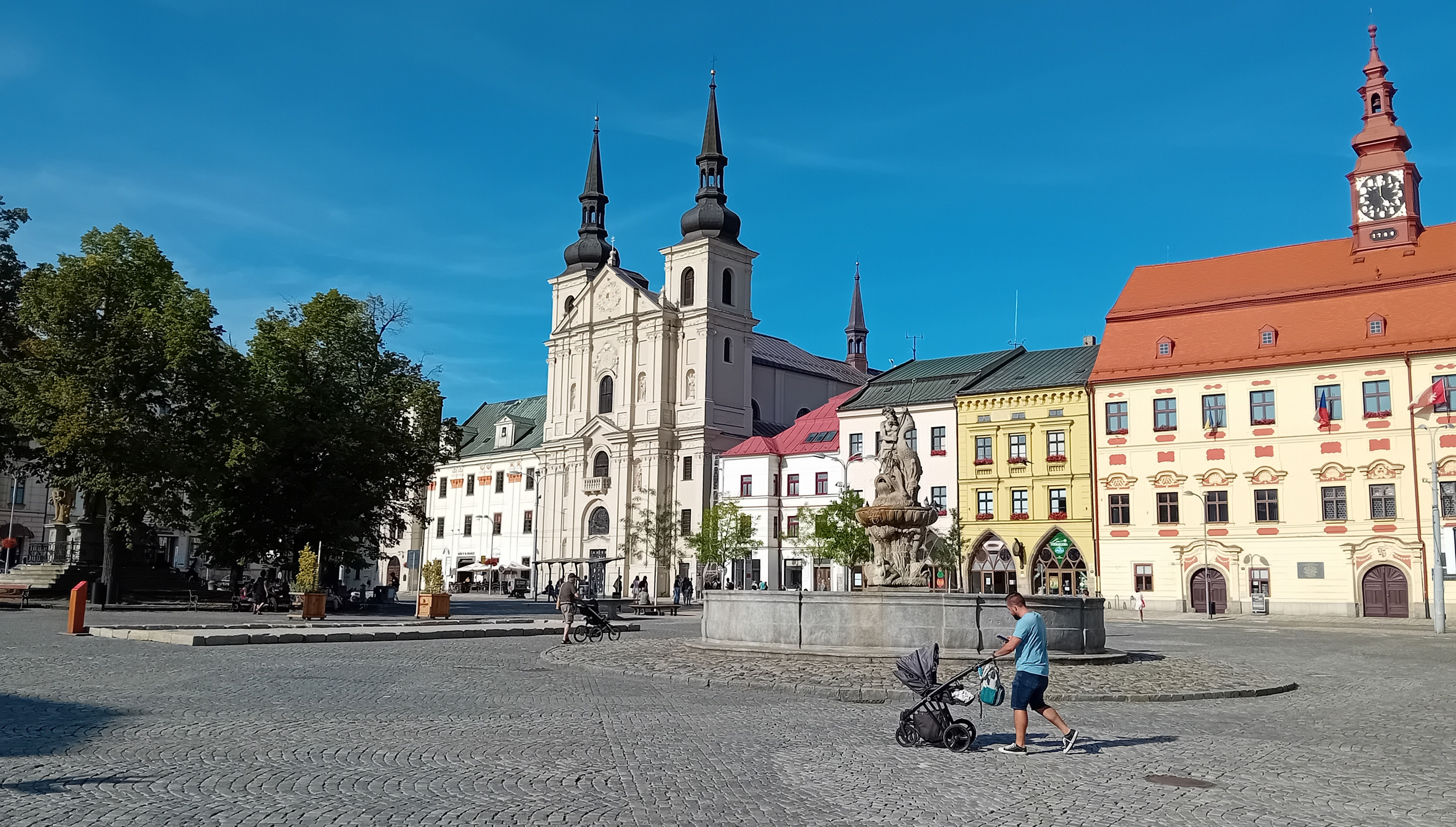
Centrum okresního města

Okres Jihlava je okres ve středu kraje Vysočina. Sídlem jeho dřívějšího okresního úřadu bylo statutární město Jihlava, které je obcí s rozšířenou působností. Kromě jeho správního obvodu okres obsahuje ještě na jihu správní obvod obce s rozšířenou působností Telč.
V rámci kraje sousedí na západě s okresem Pelhřimov, na severu s okresem Havlíčkův Brod, na východě s Žďár nad Sázavou a na jihovýchodě s okresem Třebíč. Dále pak sousedí na jihu s okresem Jindřichův Hradec Jihočeského kraje.

## Charakteristika okresu
Jihlavsko se nachází v centrální části Českomoravské vrchoviny a rozkládá se na obou stranách historické česko-moravské zemské hranice v oblasti Jihlavských vrchů. Převažuje zde strojírenství, významné je i stavebnictví a průmysl potravinářský, dřevozpracující a kovodělný. V celostátním srovnání je nadprůměrné také zemědělství a lesnictví. Z výměry velmi členitého území okresu činí zemědělská půda asi šest desetin a lesy téměř jedna třetina. Vodopisně se jihlavský okres nachází na rozhraní Černého a Severního moře, největšími toky jsou řeka Jihlava a říčka Brtnice. Nejvyšším bodem je Javořice (837 m n.m.), současně nejvyšší bod celé Českomoravské vrchoviny. Vzhledem k průměrné nadmořské výšce kolem 540 m n. m. je podnebí většinou chladné a drsné.
Administrativně se okres člení na dva správní obvody obcí s rozšířenou působností (Jihlava a Telč), první z nich se dále člení na tři správní obvody obcí s pověřeným obecním úřadem (Jihlava, Polná a Třešť). Zdaleka největším městem je Jihlava (50 tisíc obyvatel), přes 5 tisíc obyvatel má ještě Telč, Třešť a Polná.
Okresem prochází dálnice D1 a silnice I. třídy I/23 a I/38. Silnicemi II. třídy jsou II/112, II/131, II/134, II/151, II/348, II/351, II/352, II/353, II/402, II/403, II/404, II/405, II/406, II/407, II/409, II/410, II/523, II/602 a II/639. Na území okresu se nachází jediné a pouze sportovní letiště Jihlava-Henčov. Železniční tratě v okresu jsou : Brno–Jihlava, Havlíčkův Brod – Veselí nad Lužnicí, Kostelec u Jihlavy – Slavonice, Dobronín–Polná.
Krajina okresu je příznivá pro turistiku a cyklistiku, jsou zde dobré podmínky pro letní i zimní rekreaci. Městská památková rezervace Jihlava s jedním z největších náměstí ve střední Evropě má řadu pamětihodností, např. kostel sv. Jakuba, zachované měšťanské domy nebo podzemní katakomby. Atraktivní je i jihlavská zoo. Ve městě Polná se nachází děkanský chrám Nanebevzetí Panny Marie, jeden z největších českých barokních kostelů, v Třešti je stále živé betlemářství a městečko Brtnice může nabídnout dva barokní mosty. Nejvýznamnější památkou je ale historické centrum Telče se zámkem, zapsané do seznamu památek světového dědictví UNESCO. Část okresu Jihlava, kde až do konce druhé světové války žilo většinové německé obyvatelstvo, byla označována jako „Jihlavský jazykový ostrov“.

## Seznam obcí a jejich částí
Města jsou uvedena tučně, městyse kurzívou, části obcí malým písmem.
Arnolec •
Batelov (Bezděčín • Lovětín • Nová Ves • Rácov) •
Bílý Kámen •
Bítovčice •
Bohuslavice •
Borovná •
Boršov •
Brtnice (Dolní Smrčné • Jestřebí • Komárovice • Malé • Panská Lhota • Přímělkov • Příseka • Střížov • Uhřínovice) •
Brtnička •
Brzkov •
Cejle (Hutě) •
Cerekvička-Rosice (Cerekvička • Rosice) •
Černíč (Myslůvka • Slaviboř) •
Čížov •
Dlouhá Brtnice •
Dobronín •
Dobroutov •
Dolní Cerekev (Nový Svět • Spělov) •
Dolní Vilímeč •
Doupě •
Dudín •
Dušejov •
Dvorce •
Dyjice (Dolní Dvorce • Dyjička • Stranná) •
Hladov •
Hodice •
Hojkov •
Horní Dubenky •
Horní Myslová •
Hostětice (Částkovice) •
Hrutov •
Hubenov •
Hybrálec •
Jamné (Lipina • Rytířsko) •
Jersín •
Jezdovice •
Ježená •
Jihlava (Antonínův Důl • Červený Kříž • Helenín • Henčov • Heroltice • Horní Kosov • Hosov • Hruškové Dvory • Jihlava • Kosov • Pávov • Pístov • Popice • Sasov • Staré Hory • Vysoká • Zborná) •
Jihlávka •
Jindřichovice •
Kalhov •
Kaliště (Býkovec) •
Kamenice (Kamenička • Řehořov • Vržanov) •
Kamenná •
Klatovec •
Kněžice (Brodce • Rychlov • Víska) •
Knínice (Bohusoudov) •
Kostelec •
Kostelní Myslová •
Kozlov •
Krahulčí •
Krasonice •
Lhotka •
Luka nad Jihlavou (Otín • Předboř • Svatoslav) •
Malý Beranov •
Markvartice •
Měšín •
Milíčov •
Mirošov (Jedlov) •
Mrákotín (Dobrá Voda • Praskolesy) •
Mysletice •
Mysliboř •
Nadějov •
Nevcehle •
Nová Říše •
Olšany •
Olší •
Opatov •
Ořechov •
Otín •
Panenská Rozsíčka •
Panské Dubenky •
Pavlov (Bezděkov • Stajiště) •
Plandry •
Polná (Hrbov • Janovice • Nové Dvory • Skrýšov) •
Puklice (Petrovice • Studénky) •
Radkov •
Rančířov •
Rantířov •
Rohozná •
Rozseč •
Růžená •
Rybné •
Řásná •
Řídelov •
Sedlatice •
Sedlejov •
Smrčná •
Stáj •
Stará Říše (Nepomuky) •
Stonařov (Sokolíčko) •
Strachoňovice •
Střítež •
Suchá (Beranovec • Prostředkovice) •
Svojkovice •
Šimanov •
Švábov •
Telč (Studnice • Podolí • Staré Město • Štěpnice • Vnitřní Město) •
Třešť (Buková • Čenkov • Salavice) •
Třeštice •
Urbanov •
Ústí (Branišov) •
Vanov •
Vanůvek •
Vápovice •
Velký Beranov (Bradlo • Jeclov) •
Větrný Jeníkov (Velešov) •
Věžnice •
Věžnička •
Vílanec (Loučky) •
Volevčice •
Vyskytná nad Jihlavou (Hlávkov • Jiřín • Rounek) •
Vysoké Studnice •
Vystrčenovice •
Záborná •
Zadní Vydří •
Zbilidy •
Zbinohy •
Zdeňkov •
Zhoř •
Zvolenovice •
Žatec •
Ždírec

### Změna hranice okresu
Do 1. ledna 2007 byla v okrese Jihlava také obec:
- Meziříčko – poté okres Žďár nad Sázavou